# جب ناهد
جب ناهد قرية سوريّة تتبع إداريّاً لمحافظة حلب منطقة منبج ناحية أبو قلقل، بلغ تعداد سكانها 110 نسمة حسب التعداد السكاني لعام 2004.